# بخش مرکزی شهرستان سیاهکل
وزنگی روست (بخش مرکزی) سیاٚٓهکل یتا/ایته از/جه روست‌های شهرستان سیاهکل در کآسپ، ایران ٚ کلسیاٚ/شمال ایسه.

## تقسیمات کشوری
- بخش مرکزی شهرستان سیاهکل
  - دهستان توتکی
  - دهستان خرارود
  - دهستان مالفجان

شهر: سیاٚٓکل

## جرگییت
بنابر سرشماری مرکز آمار ایران، جمعیت بخش مرکزی شهرستان سیاهکل در سال ۱۳۹۵ برابر با ۴۶٬۴۸۹ نفر بوده‌است.۲